# Афанасий (Корчанов)
Епи́скоп Афана́сий (в миру Андре́й Ла́заревич Корча́нов; 1746, слобода Лебединская, Сумской полк — 14 (26) декабря 1825, Пенза) — епископ Русской православной церкви, епископ Пензенский и Саратовский.

## Биография
Происходил из дворянской семьи.
В 1777 году окончил Киевскую духовную академию. Оставлен при ней учителем латинской грамматики.
В 1 июля 1778 года в Киево-Братском монастыре пострижен в монашество, 6 августа — рукоположён во иеродиакона. 6 ноября 1792 года рукоположён во иеромонаха.
Затем занимал разные должности в семинариях Черниговской и Переяславской.
В 1792 году назначен префектом Киевской духовной академии.
С 1793 года — игумен Козелецкого монастыря.
С 1794 года — вице-ректор Киевской духовной академии.
С 10 июня 1797 года — игумен Киево-Выдубицкого монастыря.
В 1798 году возведён в сан архимандрита.
21 марта 1799 года назначен ректором Черниговской духовной семинарии и настоятелем Елецкого монастыря.
15 сентября 1811 года хиротонисан во епископа Пензенского и Саратовского.
Характерной особенностью для преосвященного Афанасия было то, что он не мог мириться с духовным «скудоденежьем» и часто изливал жалобы на «штаты», говоря: «Посадила нас матушка Екатерина на штатные оклады, а как на них жить архиерею? Хуже всего то, что и скудость-то нашу нам не велят проявлять: через это-де умаление сана епископского происходит и некий укор Российскому государству».
Считая невозможным обойтись штатным жалованьем и заботясь об улучшении материального положения пензенских епископов в будущем, преосвященный Афанасий стал применять налог на ставленников. Часть этого налога поступала на содержание певчих и лиц, принадлежавших к архиерейской свите. Другую часть он собирал на приобретение архиерейского дома на хуторе. Ему удалось таким образом собрать 3000 руб. серебром. При удалении на покой все собранные деньги преосвященный Афанасий сдал консистории.
Пресекал попытки строительства старообрядческих часовен и молитвенных домов, во многом благодаря его инициативе Сенат в январе 1818 года издал указ, запрещавший строительство старообрядческих часовен.
8 февраля 1819 года по болезни уволен на покой с пребыванием в Пензе.
Скончался 14 декабря 1825 года. Похоронен в кафедральном соборе Пензы.